# Чортківська міська дитячо-юнацька спортивна школа
Чортківська міська дитячо-юнацька спортивна школа — позашкільний навчальний заклад спортивного профілю в місті Чорткові Тернопільської области.

## Історія
Будівля школи (в минулому — єврейський народний дім «Бейт Хааму») збудована в 1904 році. В 1925—1927 роках розширена за кошти єврейської громади Чорткова.
Згодом в приміщенні функціонував кінотеатр Лукасевича «Успіх» та імені Тараса Шевченка, на місці якого у 1967 році засновано спортивну школу.
До 2021 року мала статус «районної» та підпорядковувалася Чортківській районній раді. 2021 року перейшла у власність Чортківської міської ради.

## Приміщення
У школі працює 25 працівників тренерського складу та персоналу обслуговування, навчається 402 учні у відділеннях вільної боротьби, волейболу, баскетболу, футболу.

## Кадровий склад

### Очільники
- Градовий Василь Гнатович (до 27 березня 2020)
- Данилишин Віктор Богданович (від 27 березня 2020).

### Тренери
- Плекан Іван — головний тренер[1]